# Michail Naumovič Kalik
Michail Naumovič Kalik (Arcangelo (Russia), 29 gennaio 1927 – Gerusalemme, 31 marzo 2017) è stato un regista sovietico.

## Filmografia parziale

### Regista
- Do svidanija, mal'čiki (1964)
- Ljubit'... (1968)